# Jaszniewo
Jaszniewo (ros. Яшнево) – wieś w Rosji, w rejonie czerepowieckim obwodu wołogodzkiego. W 2010 r. liczyła 21 mieszkańców.